# RAAF Base Amberley
RAAF Base Amberley är en flygplats i Australien. Den ligger i kommunen Ipswich och delstaten Queensland, omkring 37 kilometer sydväst om delstatshuvudstaden Brisbane. RAAF Base Amberley ligger 26 meter över havet.
Runt RAAF Base Amberley är det tätbefolkat, med 383 invånare per kvadratkilometer.. Närmaste större samhälle är Ipswich, nära RAAF Base Amberley.
Omgivningarna runt RAAF Base Amberley är huvudsakligen savann. Genomsnittlig årsnederbörd är 1 252 millimeter. Den regnigaste månaden är januari, med i genomsnitt 248 mm nederbörd, och den torraste är oktober, med 34 mm nederbörd.